# Wendelstein 7-X

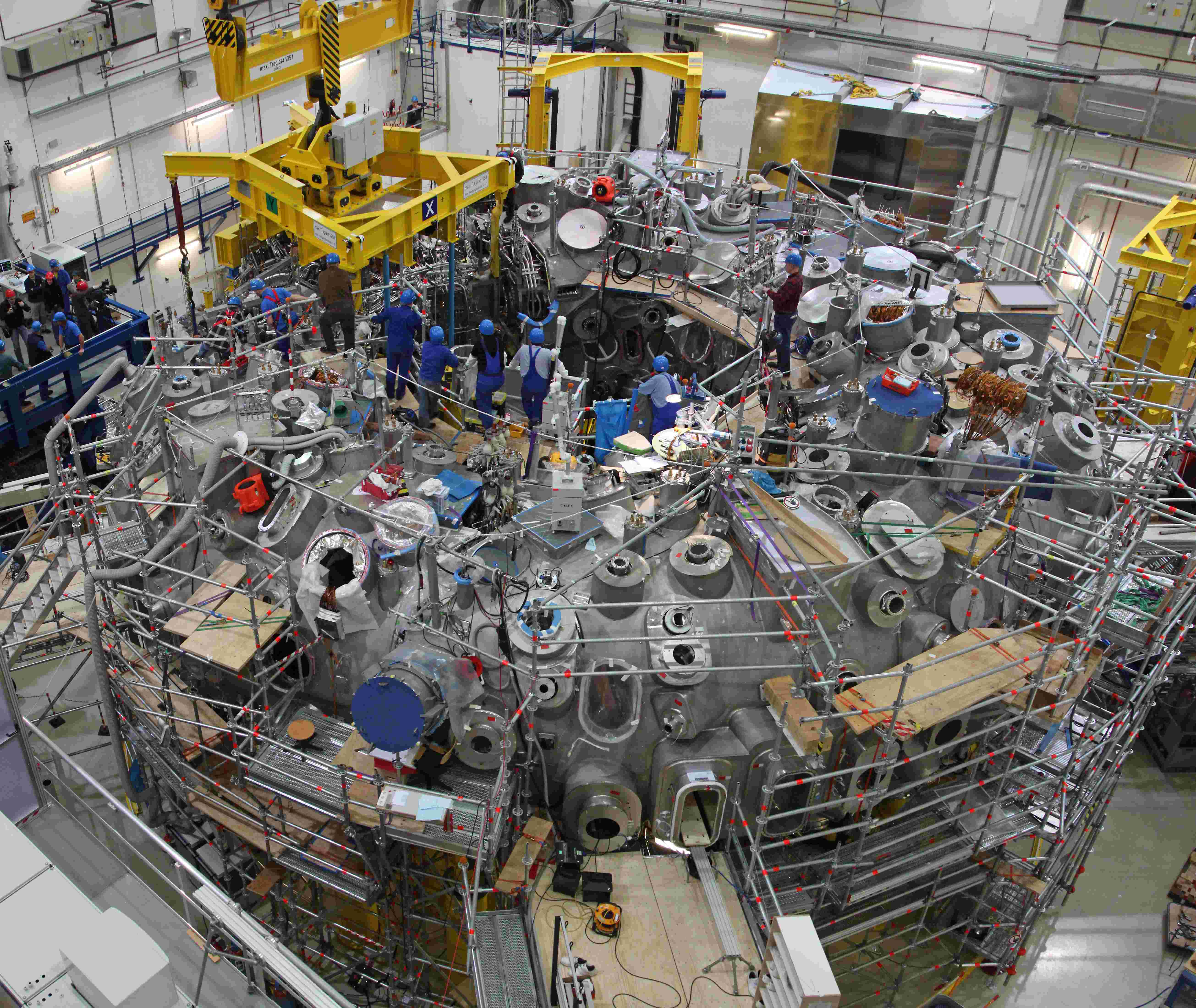
Wendelstein 7-X (2011)

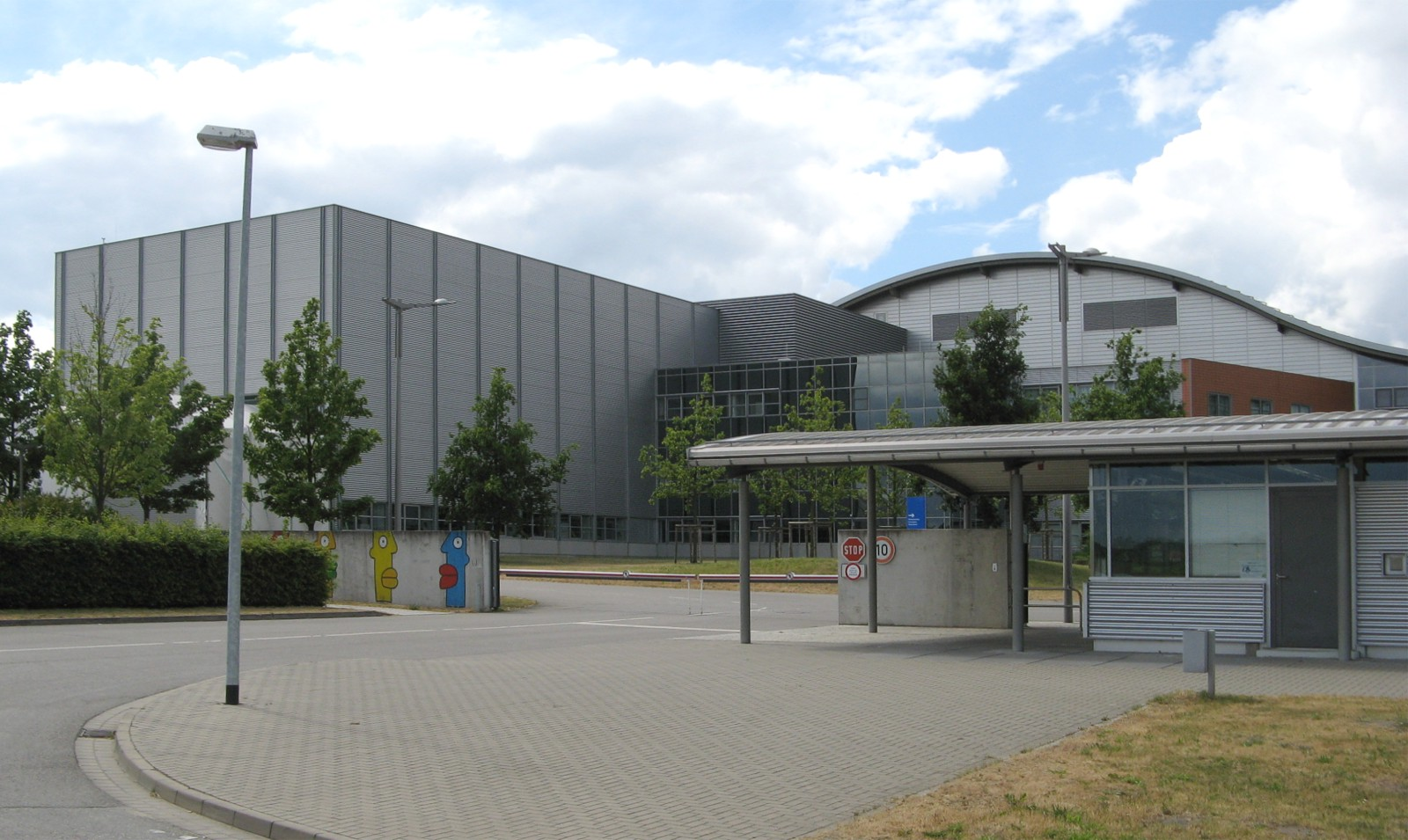
Entrada do complexo de pesquisas do Wendelstein 7-X em Greifswald.

Wendelstein 7-X (W7-X) é um stellarator (reator a fusão nuclear) experimental que foi construido em Greifswald, Alemanha, pelo Instituto Max Planck de Física do Plasma. É um aprimoramento do Wendelstein 7-AS. O propósito do Wendelstein 7-X é avaliar os principais componentes de um futuro reator a fusão nuclear usando a tecnologia do stellarator, apesar de o próprio Wendelstein 7-X não ser uma usina de geração de energia economicamente viável.
Atualmente o Wendelstein 7-X é o maior dispositivo de fusão já criado usando o conceito do stellarator. Ele está planejado para operar com uma descarga de plasma de até 30 minutos de continuidade, demonstrando uma característica essencial de uma futura usina geradora de energia: operação contínua.
O suporte para a pesquisa é um projeto de parceria independente com a Universidade de Greifswald.

## Projeto e principais componentes
O Wendelstein 7-X é principalmente um toroide, consistindo de 50 bobinas magnéticas supercondutoras não-planares e 20 planares, com 3,5 metros de altura, que induzem um campo magnético que impede que o plasma colida com as paredes do reator. As 50 bobinas não-planares são usadas para ajustar o campo magnético.
Os principais componentes são bobinas magnéticas, criostatos, vasos de plasma, diversores e sistemas de aquecimento.
As bobinas são arranjadas em torno de um revestimento termo-isolante com diâmetro de 16 metros, denominado criostato. Um sistema de arrefecimento produz suficiente hélio líquido para absorver 5 mil watts de potência de aquecimento, a fim de resfriar as bobinas e seu envoltório (cerca de 425 toneladas) à temperatura de supercondutividade. O vaso de plasma, construído em 20 partes, tem seu interior ajustado à forma complexa do campo magnético. Tem 299 orifícios para aquecimento do plasma e diagnósticos de observação. A usina completa é constituída de 5 módulos aproximadamente iguais, que são montados no hall de experiências.